# Misurata
Misurata (مصراته) ou Mesurata (em berbere: ⵎⴻⵙⵔⴰⵜⴰ) é uma cidade do distrito de Misurata no noroeste da Líbia, na costa do mar Mediterrâneo próximo ao cabo de Misurata. Com população de 285 759 residentes, é a terceira maior cidade líbia, após Trípoli e Bengasi. Seu porto está em Alcácer Amade. Tem uma importante história que remonta desde cerca do século VII, quando era ponto de apoio de caravanas que atravessavam solo líbio e por séculos participou do comércio transaariano. Foi relevante durante a ocupação otomana da Tripolitânia e teve papel decisivo na Primeira Guerra Mundial.

## História

### Período otomano

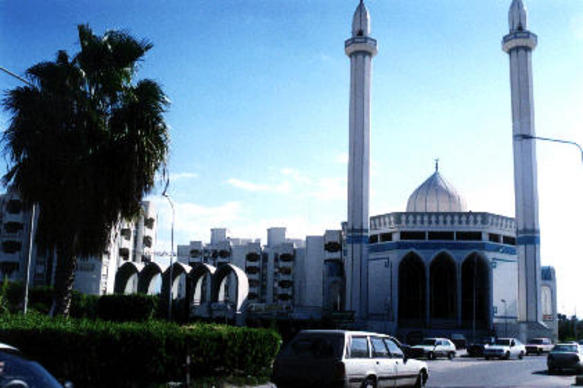
Principal mesquita de Misurata

O nome "Misurata" deriva da tribo misurata uma seção da confederação tribal dos zenetas. Sugeriu-se que talvez possa ser associada com a Tubactis romana, porém David Mattingly afirma que essa identificação é problemática, complicada e "carece de resposta fácil". Porém, a cidade romana estava no mesmo ponto do oásis onde a cidade moderna fica. Misurata foi criada cerca do século VII como ponto de apoio de caravanas e no século XII envolveu-se em comércio inter-regional. A Tripolitânia, que inclui Misurata, ficou sob regência do Império Otomano em 1551. No começo do século XIX, tornou-se grande centro da rota comercial transaariana, onde caravanas carregando ouro, couro e escravos paravam regularmente. Por conta da chuva ao longo da costa, que era abundante comparado a outros locais da Tripolitânia, e água suplementar de fontes subterrâneas, seus habitantes usufruíram de um solo incomumente fértil nessa região sobretudo árida. A cidade cultivou enormes áreas de jardins no interior da malha urbana e as cercanias foram preenchidas com campos de trigo, cevada, tamareiras e oliveiras. Artesãos também expandiram a antiga indústria de tapetes local, pela qual foram regionalmente renomados. Embora Misurata continha um porto bem construído, muito de seu comércio de longa distância era terrestre, pois Bengasi a leste serviu como substituta preferível ao comércio marítimo.
Devido a abolição da escravatura e o aumento da influência colonial europeia na África Subsaariana, o comércio transaariano declinou e o papel de Misurata também. Esse declínio acarretou o estabelecimento de mercados fracos e permanentes na cidade, substituindo os mercados sazonais associados ao comércio a longa distância. Com essa nova situação econômica, os residentes do campo devotaram-se menos ao pastoralismo, criação animal e serviços de guia e mudaram seu foco à produção agrícola. Fazendeiros concentraram-se em conseguir dinheiro com a colheira, confiando em relações comerciais para fornecer lucro a suas famílias, em vez da agricultura de subsistência e o comércio periódico. Beduínos consideravelmente seu estilo de vida nômade e começaram a se assentar em casas permanentes nos limites da cidade. Com a população ascendente oriunda da imigração de áreas vizinhas, Misurata testemunhou explosão de construção no final do século XIX. Um mercado coberto e várias ruas alinhadas com lojas foram construídas além de um novo distrito e escritórios do governo municipal, um renovado quartel militar otomano e várias casas em estilo turco para as famílias abastadas.
Dois clãs, Montacires e Adgames, dominaram os aspectos político, social e econômico de Misurata e os primeiros lideraram as tribos locais contra os senhores turcos durante vários períodos de tensão. Havia muitas famílias ricas na cidade, mas os Montacires, que eram descendentes árabes, e os Adgames, que descendiam de oficiais otomanos assentados na província séculos antes, foram as mais proeminentes. Eles fizeram lucro com o comércio e protegeram sua riqueza ao cooperar com as autoridades provinciais otomanas. Ambos tinham extensas famílias e explorações econômicas não só em Misurata, mas na capital provincial de Trípoli bem como as cidades cirenaicas orientais de Bengasi e Derna. Os Adgames tradicionalmente aos esforços do governo central otomano em Istambul para restabelecer controle direto sobre a província de Trípoli e, sob liderança de Osmane Aladgam, lideraram uma revolta contra os otomanos e seus aliados em 1835. Após sua derrota em 1858, foram deixados numa posição inferior aos Montacires. Os Adgams permaneceram uma poderosa força e sua competição com os Montacires por posições de liderança dentro do governo local e regional dominaram a política misuratana. Os citadinos de Misurata não contribuíram muito ao cenário político e evitaram contato com as autoridades otomanas fora do que concernia a conscrição no exército e a coleta de impostos provincial. Em contraste, as áreas rurais foram povoada principalmente por felás (camponeses) e antigos beduínos que se retiraram de suas afiliações e lealdades tribais e se envolveram na competição por influência política.
Até 1908, os Montacires, liderador por Omar Almontacir, controlaram os níveis superiores da recém-organizada burocracia na província de Trípoli e foram amplamente aceitos pelos notáveis locais como administradores de Misurata junto de Sirte, Gariã e Taruna. Porém, naquele ano, os Jovens Turcos adquiriram poder em Istambul e expulsaram a liderança otomana tradicional.  Vendo os Montacires como leais a Abdulamide II (r. 1876–1909), o sultão deposto, fizeram esforços para reduzir seu poder na região. A administração dos Jovens Turcos em Trípoli vetou a participação dos Montacires no parlamento local e demitiram o governador de Taruna que era filho de Omar Almontacir, Amade, de sua posição. Além disso, eles alegadamente contrataram grupo de misuratanos para assassinar Abdal Cacim, outro dos filhos de Omar.

### Ocupação italiana

Expansão italiana na Líbia

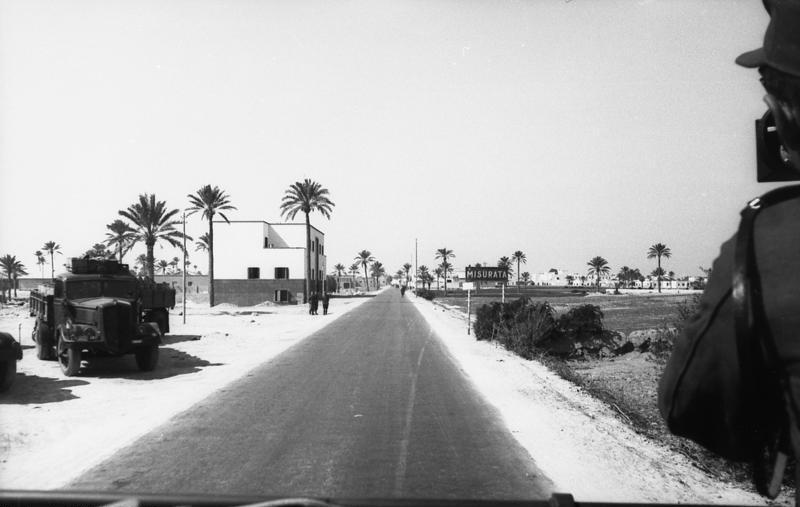
Estrada de Misurata em 1941

Em outubro de 1911, a Itália lançou invasão à Tripolitânia, mas foram incapazes de alcançar Misurata até junho. Amade Almontacir consultou-se com os italianos em Roma meses antes da invasão e Omar Almontacir usou sua influência para coordenar-se com eles militarmente uma vez que atracaram na costa líbia. Em retorno por sua colaboração, os Montacires foram capazes de manter seu papel administrativo e ganharam posições como conselheiros das autoridades militares italianas.
Durante a Primeira Guerra Mundial, Misurata desempenhou importante papel na resistência líbio-otomana contra a ocupação italiana. Sob a liderança de Ramadã Suili, a cidade foi usada como base de apoio ao Império Otomano e seu exército misuratano deu um importante golpe nos italianos em Abu Hadi, próximo de Sirte, em abril de 1915. Mais de 500 soldados italianos foram mortos enquanto as tropas de Alçueli capturaram mais de 5 000 rifles, vários tipos e armas e artilharia de vários tipos de munição. Como resultado dessa vitória, o exército da Itália e seus aliados Montacires retiraram-se de Misurata. Em 1916, Misurata tornou-se semiautônoma e coletou impostos de Sirte, a região de Fezã e a área entre ela e Sirte bem como a zona tribal dos uarfalas ao sul de Trípoli. Devido a seu porto estratégica, forças otomanas e alemãs usaram-o como um dos principais portos de abastecimento durante a Primeira Guerra Mundial. A cidade tornou-se sede de uma ampla administração que supervisionou o recrutamento militar e a coleta de impostos, tinha sua própria fábrica de munição, cunhou sua próprias moedas e operou suas próprias escolas e hospitais. Contudo, uma vez que Nuri Bei, o oficial otomano encarregado do fronte líbio, foi reconvocado a Istambul no começo de 1918, a influência otomana em Misurata esmoreceu. Alçueli perdeu seu principal suporte e grande fonte de recursos como resultado.
Quando os italianos restabeleceu seu controle sobre boa parte da Líbia após sua vitória na Primeira Guerra Mundial, Alçueli reteve sua posição como administrador de Misurata. Em 1920, expulsou o conselheiro italiano da cidade e controlou a cidade independentemente com aproximados 10 000 combatentes. Al Rakib, um jornal de Trípoli, elogiou a ordem e segurança em Misurata sob Alçueli bem como a aplicação estrita da lei islâmica à supressão de licor forte. Em junho, porém, Alçueli tentou atacar os Montacires e uarfalas na área entre Misurata e Trípoli, mas suas forças foram derrotadas e ele foi executado pelas tropas de Abdal Alcadir Almontacir. Semanas após a batalha, o novo governador italiano atacou Misurata.
Durante meados de 1920 e a década de 1930, Misurata tornou-se centro da colonização italiana. Uma nova cidade foi apresentada em um padrão de grade e vários edifícios públicos foram construídos inclusive um novo escritório municipal, o primeiro hospital da área, uma ultra moderna igreja (que foi mais tarde convertida em mesquita) e um grande hotel. Giuseppe Volpi foi nomeado conde de Misurata (Conte di Misurata). Em 1935, a construção da estrada conectando Zuara a oeste foi concluída. Depois, em 1937, foi construída a Via Bálbia que conectou Misurata com Trípoli e Bengasi, e em 1938, o governador líbio Italo Balbo criou nos arredores de Misurata as cidades de "Gioda" e "Crispi". Em janeiro e 1939, o Reino da Itália criou a Quarta Costa (Quarta Sponda), com as quatro províncias costeiras de Trípoli, Misurata, Bengasi e Derna se tornando parte integral da metrópole da Itália. O último desenvolvimento ferroviário na Líbia feito pelos italianos foi a "linha Trípoli-Bengasi" que foi iniciada em 1941 e nunca foi concluída devido a derrota italiana durante a Segunda Guerra Mundial: uma nova estação ferroviária foi construída em Misurata, mas foi destruída pelos ataques britânicos em 1942.

### Pós-independência

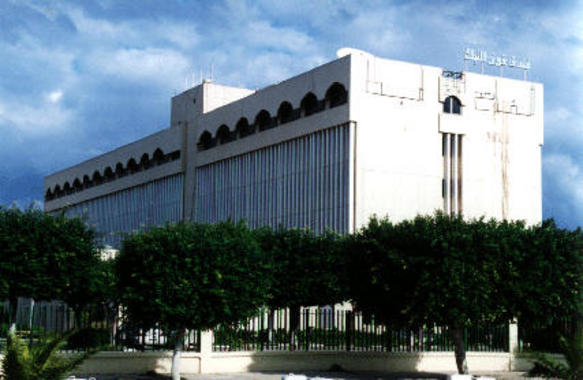
Hotel em Misurata

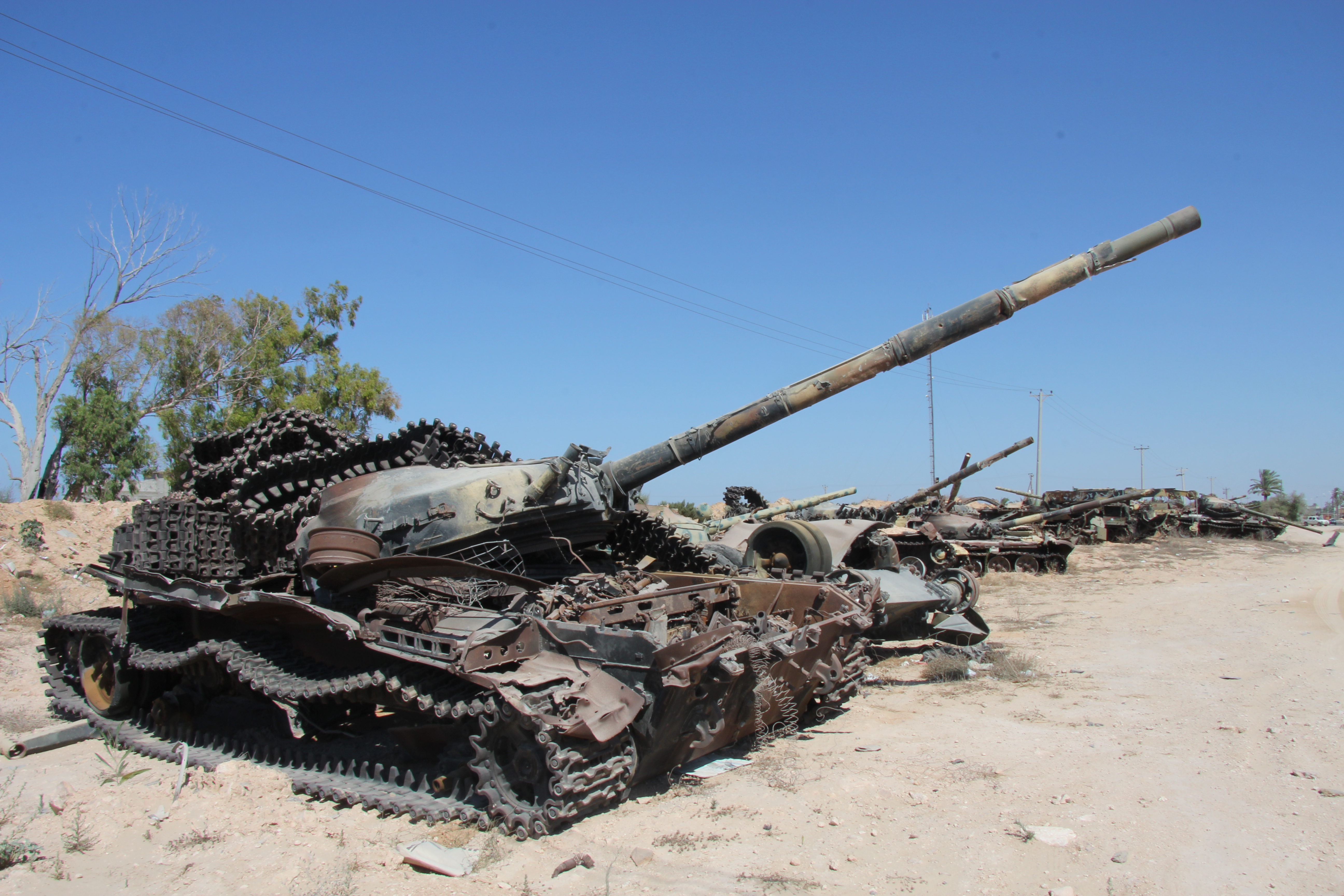
Carcaças de tanques nas cercanias de Misurata destruídos durante a guerra civil líbia

Em resposta a uma alegada fraude eleitoral durante as eleições parlamentares de 1952, Misurata testemunhou revoltas massivas que contribuíram ao banimento da monarquia líbia dos partidos políticos. Com o golpe de Gadafi que derrubou Idris I (r. 1951–1969), Misurata foi muito expandida da década de 1970 em diante. Duas usinas siderúrgicas foram estabelecidas na cidade resultando numa migração maciça das zonas rurais vizinhas e isso gerou crescimento populacional e econômico. A marina foi rapidamente desenvolvida para abrigar navios que atendessem as siderúrgicas e outras fábricas. Nesse período, ela tornou-se o principal centro econômico, educacional e administrativo da Tripolitânia Oriental. A maioria dos ministérios do governo tinham escritórios na cidade além de várias universidades, escolas e hospitais. A zona comercial contêm várias lojas, restaurantes e cafés e o extenso desenvolvimento da cidade atraiu grande número de imigrantes, dando-a uma atmosfera cosmopolita. A principal praça adjacente ao antigo soco parece com as das principais cidades marroquinas.
Começando em 20 de fevereiro de 2011, pequenas demonstrações ocorreram em Misurata em solidariedade aos protestos antigoverno em Bengasi. A polícia líbia imediatamente prendeu os protestantes misuratanos, provocando manifestações maiores que o governo da Líbia procurou debelar usando armas. Dentro de poucos dias, 70 manifestantes foram mortos provocando indignação entre os locais. Em 24 de fevereiro, a cidade caiu sob controle das forças anti-Gadafi na revolta contra o regime. A batalha recomeçou em 20 de março com tanques pró-Gadafi e artilharia avançando e sitiando Misurata. Testemunhas oculares relatam que os soldados pró-Gadafi estava atirando, matando e ferindo civis desarmados. A cidade foi bombardeara por artilharia, tanques e snipers, e por 40 dias teve seu suprimento de água cortado pelos lealistas. No final de abril, relatou-se mais de 1 000 pessoas mortas e 3 000 feridas. Com apoio aéreo da OTAN que entrou em conflito ao lado dos rebeldes em 19 de março, e uma rota marítima aberta que conectou-a com a vizinha Malta, as forças anti-Gadafi conseguir forçar os lealistas a retirarem-se em 21 de abril, ganhando controle de boa parte da cidade em meados de maio.